# Horex S 35
De Horex S 35 is een motorfiets die het Duitse merk Horex produceerde van 1934 tot 1939. 

## Horex S 35
Horex had al in 1931 twee eencilinder kopklepmodellen uitgebracht: de 200cc-Horex S 2 en de 300cc-Horex S 3. In 1934 verscheen het sportmodel S 35, een 350cc-luchtgekoelde eencilinder met Columbus-motor met een boring-slagverhouding van 69 x 91,2 mm. Aan de rechterkant van de licht voorover hellende cilinder zat een ronde buis, waardoor het leek alsof de bovenliggende nokkenas door een koningsas werd aangedreven. Dat was echter slechts schijn: in de buis zaten de beide stoterstangen en de machine had een laaggeplaatste nokkenas. De machine had nu echter een aparte olietank en de - voor sportmotoren gebruikelijke - fishtail pipe. De machine bleef tot in 1939 in productie en was - zeker voor Horex begrippen - goedkoop. Het Motorpaleis in Rotterdam importeerde de machine en bracht haar voor 625 gulden op de markt. 

## Victoria KR 35
De motor werd ook toegepast in de Victoria KR 35 nadat Victoria door de importbeperkingen van de Nationaalsocialistische Duitse Arbeiderspartij geen Britse Sturmey-Archer-motoren meer kon inkopen. 